# Ivo Sanader
Ivo Sanader (tiếng Croatia phát âm: [ǐ ː ʋɔ sanǎ ː dɛr]; tên lúc sinh Ivica Sanader; sinh ngày 08 tháng 6 năm 1953) là một chính trị gia Croatia người từng là Thủ tướng Chính phủ của Croatia giai đoạn 2003-2009.
Sanader lấy bằng văn học so sánh ở Áo, nơi ông cũng đã làm nhà báo, trong lĩnh vực marketing, ngành xuất bản, cũng như chủ doanh nghiệp tư nhân. Trong những năm 1990, ông là một thời gian ngắn phụ trách nhà hát ở Split trước khi trở thành Bộ trưởng Bộ Khoa học và Công nghệ, đảng viên của Liên minh Dân chủ Croatia. Ngay sau đó, ông chuyển sang ngành ngoại giao, và 2 nhiệm kỳ làm Thứ trưởng Bộ Ngoại giao.
Ông được bầu làm lãnh đạo của đảng Liên minh Dân chủ Croatia năm 2000 và 2002, và cùng với đảng mình chiến thắng trong cuộc bầu cử năm 2003, trở thành Thủ tướng Chính phủ. Ông cũng tái đắc cử trong cuộc bầu cử quốc hội năm 2007. Trong tháng 6 năm 2009, Sanader đột ngột từ chức, với ít lời giải thích cho hành động của mình, và đã rộ lên tin đồn về việc ông dính líu trong các vụ án hình sự. Tháng 1 năm 2010, ông đã cố gắng quay lại chính trường bên trong Liên minh Dân chủ Croatia, nhưng đã bị khai trừ khỏi đảng này.
Tháng 12 năm 2010, các cơ quan chức năng Croatia buộc tội ông trong hai bản cáo trạng tham nhũng quan chức cấp cao, nhưng ông trốn khỏi đất nước và đã bị bắt ở Áo, bị dẫn độ Croatia trong tháng bảy 2011. Tháng 11 năm 2012, ông đã bị kết án 10 năm tù trong phiên tòa sơ thẩm.